# 다나카 유다이 (1988년)
다나카 유다이(일본어: 田中 雄大, 1988년 8월 8일 ~ )는 일본의 전 축구 선수이다.

## 구단 경력
그는 2011년부터 2020년까지 J리그의 가와사키 프론탈레, 도치기 SC, 가이나레 돗토리, 미토 홀리호크, 비셀 고베, 홋카이도 콘사돌레 삿포로, 블라우블리츠 아키타에서 활동하였다.